# Vladimir Turina
Vladimir Turina (ur. 6 lutego 1913 w Banja Luce, zm. 22 października 1968 w Zagrzebiu) – chorwacki architekt. Turina był profesorem architektury na uniwersytecie w Zagrzebiu. Zajmował się modernizacją zabytków i historycznych obiektów. Był przedstawicielem nurtu modernistycznego w architekturze chorwackiej. Jego osiągnięcia to przebudowanie Pałacu Królewskiego w Splicie, zaprojektowanie szpitala dziecięcego przy ul. Klaičeva w Zagrzebiu oraz gruntowna przebudowa chorwackiego stadionu narodowego, Maksimir. Do jego słynnych projektów należy także stworzona w Rijece pływalnia o trójkątnym dachu, za którą otrzymał nagrodę od władz Jugosławii. Projektował także budynki w Londynie, Sztokholmie, Helsinkach, São Paulo i Mediolanie.